# Guizygiella nadleri
Guizygiella nadleri là một loài nhện trong họ Tetragnathidae.
Loài này thuộc chi Guizygiella. Guizygiella nadleri được miêu tả năm 1984 bởi Heimer.